# Jerzy Brykczyński
Jerzy Brykczyński (ur. 1916 w Piotrogrodzie, zm. 22 października 2012 w Choryni) – podchorąży Armii Krajowej, doktor nauk rolniczych, działacz opozycji, pisarz.

## Życiorys
Syn Jerzego. W okresie II wojny światowej żołnierz AK. W 1979 został członkiem Komitetu Porozumienia na rzecz Samostanowienia Narodu. Był uczestnikiem Ruchu Obrony Praw Człowieka i Obywatela, członkiem redakcji Opinii w latach 1980–1981, internowany w stanie wojennym.